# Vincent Ward
Pour les articles homonymes, voir Ward.
Vincent Ward est un réalisateur, scénariste, producteur, acteur et artiste peintre néo-zélandais, né le 16 février 1956 à Greytown.
Vincent Ward est un cinéaste au style très particulier. The Boston Globe décrit « l'un des grands créateurs d'images du cinéma » alors que Roger Ebert parle d'un « véritable visionnaire. »

## Biographie
Vincent Ward nait le 16 février 1956 près de Greytown, en Nouvelle-Zélande. Il fréquente l'école des beaux-arts Ilam de l'université de Canterbury à Christchurch, où il a obtenu un diplôme en beaux-arts (avec mention) en 1981.
En 1978, alors âgé de 21 ans, il tourne son premier court métrage, A State of Siege, adapté d'un roman de Janet Frame. Il est projeté dans certains cinéma. Le Los Angeles Times parle d'un film « rigoureusement construit avec une image superbement composée se succédant… le film devient poésie. » En 1978, le court métrage remporte le prix spécial du jury du festival de Miami  et un Golden Hugo au festival de Chicago.
Entre 1978 et 1981, il vit dans la région Te Urewera avec une femme Tūhoe nommée Puhi et le fils de cette dernière, un adulte schizophrène, Niki. Il en tirera un documentaire intitulé In Spring One Plants Alone. Celui remporte le grand prix du Cinéma du réel 1982 ainsi qu'un Silver Hugo au festival de Chicago.
Il tourne ensuite son premier long métrage de fiction, Vigil. Comme ses deux films suivants, il sera presenté au festival de Cannes. Il remportera ainsi de nombreux prix dans de nombreux festivals. Vigil, sorti en 1984, suit une enfant imaginative et solitaire vivant dans une ferme isolée et s'inspire en partie de l'éducation rurale de Ward dans la région de Wairarapa. Le film est produit par John Maynard et tourné en Taranaki. L'enfant actrice Fiona Kay a joué le rôle central.
Pour son second long métrage de fiction, il mêle fantastique et aventure dans Le Navigateur : Une odyssée médiévale (1988). L'intrigue s'inspire d'une expérience qu'il a vécue en Allemagne : il raconte avoir tenté de traverser l'autoroute à pied et avoir fini par éviter la circulation. Cette expérience l’a tellement marqué que c’est l’image clé qui a donné naissance à l’idée du film. Le film suit un groupe de villageois de Cumbria du XIVe siècle qui se retrouve propulsés à Auckland de nos jours. Vincent Ward explique son intenition : « Ce que je voulais faire, c'était regarder le XXe siècle à travers des yeux médiévaux, comme si les démons de notre monde contemporain, nos monstres technologiques de destruction, pouvaient être prévus dans les cauchemars des hommes médiévaux. » Rolling Stone parle d'un « film visionnaire au courage rare et au cœur impérissable. » Le Navigateur : Une odyssée médiévale remporte le grand prix dans plusieurs festivals (Sitges, Fantafestival, Fantasporto).
Impressionné par Le Navigateur qu'il a découvert à Cannes, Walter Hill lui propose de développer en 1990 le troisième volet de la saga Alien. Alors que le studio peine à lancer le projet — plusieurs cinéastes comme Renny Harlin et David Twohy ont abandonné — il écrit une première ébauche de scénario, après avoir refusé plusieurs fois la proposition. Il imagine une intrigue très ancrée dans l'univers médiéval qui le fascine. Cependant, après quelques mois, il décide finalement d'abandonner le projet, faute de libertés artistiques : « Quand on travaille dans le système des studios, ils ont ces mots très puissants : l’un est « oui », l’autre est « non ». Et quand on veut que quelque chose ne perde pas de sa substance, il faut savoir utiliser le second. Il faut aussi que tout le monde soit sur la même longueur d’onde, parce que c’est très corporate. L’un de mes producteurs l’était, mais pas l’autre. » Alien 3 sera finalement réalisé par David Fincher. Vincent Ward sera tout de même crédité au générique, comme auteur de l'histoire. Les éléments de son scénario, qui mettaient en scène des moines dans l'espace, n'ont pas été très conservés dans le scénario final
Vincent Ward réalise ensuite Cœur de métisse (Map of the Human Heart). Sorti en 1993, le film retrace la relation entre un garçon Nord canadien, une fille métisse et un cartographe britannique en visite. Pour écrire le scénario, Vincent Ward et Louis Nowra ont passé du temps à voyager et à faire des recherches sur l'ensemble du Canada. Vincent Ward a ensuite beaucoup voyagé dans l'Arctique et a même eu des engelures mineures lors de repérages. Il y dirige notamment Jason Scott Lee, Anne Parillaud et Patrick Bergin dans les rôles principaux. Présenté hors compétition à Cannes 1992, il sera notamment nommé au prix du meilleur film aux Australian Film Institute Awards. Le célèbre critique américain Roger Ebert louera l'imprévisibilité et le sens de l'aventure du film.
Dans le reste des années 1990, Vincent Ward s'éloigne de Hollywood et développe plusieurs projets. Il revient finalement avec le film américain Au-delà de nos rêves, d'après le roman du même nom de Richard Matheson. Le film met en scène Robin Williams, Annabella Sciorra, Cuba Gooding Jr. et Max von Sydow. Sorti fin 1998, le film rapporte 71 millions de dollars au box-office. S'il performe sur le marché de la vidéo, les résultats sont loin des attentes en raison d'un budget très élevé. Le film obtient deux nominations aux Oscars 1999 et remporte l'Oscar des meilleurs effets visuels. Malgré ce semi-échec, il demeure un film populaire.
En 2003 sort le film Le Dernier Samouraï, un projet qu'il a développé pendant quatre ans avec d'autres producteurs. Ils avaient ainsi approché plusieurs réalisateurs comme Francis Ford Coppola et Peter Weir. C'est finalement Edward Zwick qui le réalisera, avec Tom Cruise dans le rôle principal, inspiré de Jules Brunet. Vincent Ward est ici crédité comme producteur délégué.
Durant ce passage à Hollywood, Vincent Ward s’intéresse davantage au métier d'acteur et est coaché par Penny Allen. Il apparait ensuite dans un petit rôle dans Leaving Las Vegas (1995) de Mike Figgis. Ce dernier lui propose ensuite un rôle plus conséquent dans son film suivant, Pour une nuit (1997). Il tient ensuite l'un des rôles principaux du film indépendant The Shot (1996) de Dan Bell, puis dans Spooked (en) de Geoff Murphy, sorti en 2004.
Il retourne ensuite en Nouvelle-Zélande pour tourner  River Queen avec Samantha Morton, Kiefer Sutherland, Stephen Rea, Temuera Morrison et Cliff Curtis. Présenté au festival international du film de Toronto 2005, il sort l'année suivante au cinéma.
Il dirige à nouveau Temuera Morrison dans Rain of the Children sorti en 2008. Le film raconte l'histoire de Puhi, la vieille femme Tuhoe qui faisait l'objet de son précédent documentaire In Spring One Plants Alone. Le film remporte le grand prix au Festival international du film Nouveaux Horizons et est nommé pour le prix du meilleur réalisateur aux New Zealand Film and Television Awards. Vincent Ward est également nommé comme meilleur réalisateur aux Australian Directors Guild Awards.
À partir des années 2010, il démarre une carrière parallèle de peintre et artiste vidéo. En 2012, il a eu sa première grande exposition personnelle, Breath, dans une galerie publique de Nouvelle-Zélande. Deux autres expositions publiques suivront dans des galeries d'Auckland. Il aura par ailleurs un pavilion lors de la biennale de Shanghai 2012.
En 2014, l'université de Canterbury lui a décerné un doctorat honorifique en beaux-arts et l'a nommé professeur associé. En 2015, il est invité pour donner quelques cours à l'Académie des arts de Chine à Hangzhou, ainsi qu'à la Shanghai University School of Fine Arts.

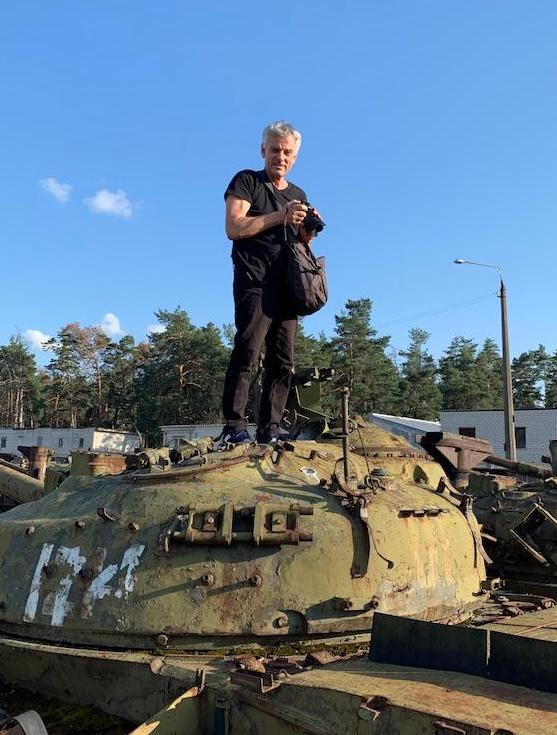
Vincent Ward en Ukraine pour le tournage de Storm School.

En octobre 2020, il se rend en Ukraine pour tourner une partie de Storm School, dont d'autres parties doivent être tournées en Chine, au Royaume-Uni et en Australie. Il est basé sur un scénario coécrit par Vincent Ward et son collaborateur de longue date Louis Nowra,.

## Filmographie

### comme réalisateur
- 1978 : A State of Siege (court métrage)
- 1981 : In Spring One Plants Alone  (court métrage)
- 1984 : Vigil
- 1988 : Le Navigateur : Une odyssée médiévale (The Navigator: A Mediaeval Odyssey)
- 1993 : Cœur de métisse (Map of the Human Heart)
- 1998 : Au-delà de nos rêves (What Dreams May Come)
- 2005 : River Queen (en)
- 2008 : Rain of the Children (en)

### comme scénariste
- 1984 : Vigil de lui-même
- 1988 : Le Navigateur : Une odyssée médiévale (The Navigator: A Mediaeval Odyssey) de lui-même
- 1992 : Alien 3 de David Fincher (histoire uniquement)
- 2005 : River Queen (en) de lui-même

### comme producteur
- 1993 : Cœur de métisse (Map of the Human Heart) de lui-même
- 2003 : Le Dernier Samouraï (The Last Samurai)  d'Edward Zwick (producteur délégué)
- 2008 : Rain of the Children (en) de lui-même

### comme acteur
- 1995 : Leaving Las Vegas de Mike Figgis : l'un des hommes d'affaires
- 1996 : The Shot de Dan Bell : Smith
- 1997 : Pour une nuit (One Night Stand) de Mike Figgis : Nathan
- 2004 : Spooked de Geoff Murphy : Bill Thorpe

## Distinctions
(en) Récompenses pour Vincent Ward sur l’Internet Movie Database

### Récompenses
- Festival international du film de Chicago 1978 : prix Gold Hugo pour A State of Siege
- Cinéma du réel 1982 : prix pour In Spring One Plants Alone
- Australian Film Institute Awards 1988 : meilleur réalisateur pour Le Navigateur : Une odyssée médiévale
- Fantafestival 1988 : meilleur film pour Le Navigateur : Une odyssée médiévale
- Festival international du film fantastique de Catalogne 1988 : meilleur film pour Le Navigateur : Une odyssée médiévale
- Fantasporto 1989 : prix du jury pour Le Navigateur : Une odyssée médiévale

### Nominations
- Australian Film Institute Awards 1993 : meilleur film et meilleur réalisateur pour Cœur de métisse
- Festival international du film de Chicago 1984 : prix Gold Hugo pour Vigil
- Fantasporto 1989 : meilleur film pour Le Navigateur : Une odyssée médiévale
- Festival international du film de Chicago 2008 : prix Gold Hugo du meilleur documentaire pour Rain of the Children